# Chambly
Chambly é uma comuna francesa na região administrativa de Altos da França, no departamento de Oise. Estende-se por uma área de 12,87 km². Em 2010 a comuna tinha 10 307 habitantes (densidade: 800,9 hab./km²).